# Conjunt d'habitatges al carrer Sant Francesc, 73-81
El Conjunt d'habitatges al carrer Sant Francesc, 73-81 és una obra de Vic (Osona) inclosa a l'Inventari del Patrimoni Arquitectònic de Catalunya.

## Descripció
Edificis civils. Conjunts de cinc habitatges diferents a jutjar per la numeració. Consten de planta baixa i dos pisos. El carener és paral·lel a la façana i presenta un voladís força ampli. Les estructures de cada una d'elles són simètriques. Portals rectangulars a la planta baixa, amb llindes de roure llevat d'una, que presenta unes boniques volutes de pedra a la llinda. Als primers pisos s'obren finestres rectangulars sense cap parament especial i als segons hi ha finestres, una d'elles convertides en balcó. El tercer portal és tapiat de molt temps, a jutjar pel parament fet de còdols i tàpia.
L'estat de conservació és precari, semblen abandonades. Aquest conjunt ha estat enderrocat i actualment hi ha edificacions noves.

## Història
L'època de construcció és incerta, però l'aspecte actual sembla de finals del segle xviii.
Es troba a l'antic carrer que comunicava la ciutat amb el camí de Barcelona, fins que al segle xiii Jaume I manà traslladar l'antiga via al c/ Sant Pere. L'extrem del carrer fou clausura del morbo i al segle xvii s'hi feu un baluard defensiu. Pocs anys després de la construcció de l'església del Roser, l'any 1863, hi hagué un important aiguat que motivà grans destrosses al carrer.
A mitjans de segle XX es va construir un nou pont sobre el Meder i la zona va començar a expandir-se però aquests habitatges no es van reformar.